# Gregg Fitzgerald
Gregg Fitzgerald (1 de setembro de 1978) é um ator irlandês, que apareceu numa série de filmes na década de 1990. Estes incluem o seu primeiro filme War of the Buttons (1994), The Butcher Boy (1998), e One Man's Hero (1999). A sua carreira como ator, desde então, terminou. Ele foi "descoberto" com a idade de 13. Agora, vive na Austrália, perto de Sydney.

## Filmografia
- One Man's Hero (1999) .... Paddy Noonan
- Le frère Irlandais (1999) (TV) .... Sean Connelly
- EastEnders .... Jamie (3 episódios, 1997)
- The Butcher Boy (1997) .... Bogman #1
- A Soldier's Song (1997) .... Charlie Hanrahan
- War of the Buttons (1994) .... Fergus